# Stefan Kuna
Stefan Kuna (* 17. August 1976 in Wernigerode) ist ein deutscher Radio- und Eventmoderator. Von 2009 bis 2018 war er außerdem Stadionsprecher des Fußball-Bundesligisten Hannover 96.

## Leben und Wirken
Aufgewachsen ist Kuna in seiner Geburtsstadt Wernigerode. Nach dem Abitur 1995 am Gerhart-Hauptmann-Gymnasium Wernigerode arbeitete Kuna von 1997 bis 1999 als Volontär bei Radio Brocken in Halle. 1999 begann er ein Studium der Politik- und Sozialwissenschaften an der Martin-Luther-Universität Halle-Wittenberg. Von 1999 bis 2000 arbeitete Stefan Kuna erst als freier und später als fester Moderator und Redakteur bei Radio Brocken. 2000 wechselte er zu radio ffn nach Hannover und übernahm mehrere Posten: Er moderierte die Morgen-, Vormittags- und Feierabendshow und viele Open-Air-Konzerte. Von April 2004 bis August 2017 war er redaktioneller Mitarbeiter und Moderator bei NDR 2 in Hamburg und wechselte im September 2017 in gleicher Funktion zu NDR 1 Radio MV nach Schwerin. Seit dem 1. September 2020 moderiert er dort werktags von 5:00 bis 10:00 Uhr die nach ihm benannte Morningshow, Die Stefan Kuna Show.
Im Oktober 2009 trat Stefan Kuna im Spiel gegen den FC Bayern München die Nachfolge von Till Uhlig als Stadionsprecher von Hannover 96 an. Als Grund für seine Entscheidung nannte er den NDR als Medienpartner und seine Sympathie zum Bundesligisten. Diese Tätigkeit beendete er im Mai 2018, da er NDR 2 als Moderator verlassen hatte.  In seiner Zeit als Stadionsprecher moderierte er außerdem die NDR 2-Fanshow.
Kuna ist verheiratet und hat zwei Töchter.

## Auszeichnungen
- Niedersächsischer Hörfunkpreis in der Kategorie „Bester Kurzbeitrag“